# Cyrano (Damrosch)
Cyrano är en opera i fyra akter med musik av Walter Damrosch och libretto av William James Henderson efter Edmond Rostands pjäs Cyrano de Bergerac från 1897. Den hade premiär på Metropolitan Opera i New York 27 februari 1913 med Pasquale Amato i titelrollen och Frances Alda som Roxane.

## Bakgrund och uppförandehistorik

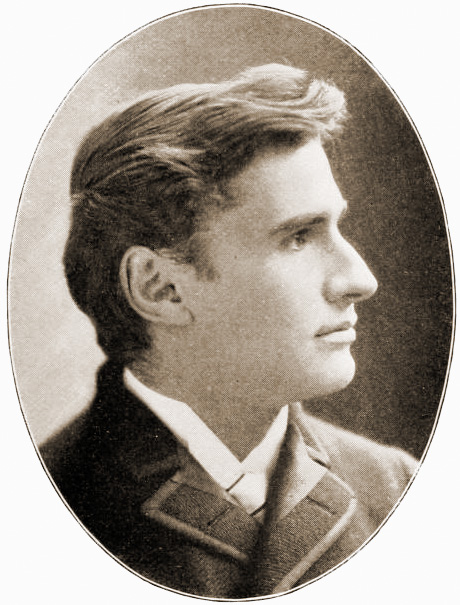
Walter Damrosch, kompositören till Cyrano

Vid tiden när Damrosch påbörjade arbetet med Cyrano var Rostands pjäs Cyrano de Bergerac, som operan bygger på, redan välkänd i USA. Det första framförandet av pjäsen på engelska ägde rum i New York med Richard Mansfield i titelrollen 1898, mindre än ett år efter Parispremiären. Från 1900 till 1901 hade även Constant Coquelin, som gjorde origialrollen, turnerat i Nordamerika och framfört pjäsen på franska med Sarah Bernhardt som Roxanne. När Damrosch beslöt att göra opera av pjäsen bad han musikforskaren William Henderson att skriva ett engelskt libretto. Texten följde noga handlingen och händelserna i pjäsen bortsett från den sista konfrontationen mellan Roxanne och Cyrano vilken äger rum kort tid efter slaget vid Arras istället för femton år senare som i pjäsen.
Damrosch hade slutfört komponerandet av operan 1903, men premiären ägde rum först tio år senare. Metropolitanoperans chef Giulio Gatti-Casazza hade påbörjat en kampanj med att producera åtminstone en ny engelsk opera varje säsong. 1911 bjöd Damrosch in Gatti-Casazza och Arturo Toscanini till sitt hem för att lyssna till utdrag från Cyrano,  och operan bestämdes till 1912/13 års säsong. Han hade reviderat sitt originalpartitur en smula och ytterligare strykningar gjordes av ursprungsmaterialets fem och en halv timmars speltid under repetetionstiden. Kort tid före premiären uttalade sig Edmond Rostand vara "upprörd" över de friheter som Damrosch och Henderson hade tagit sig med pjäsen, särskilt slutet. Rostand hade aldrig erhållit copyright för pjäsen i USA och kunde inte förhindra bearbetningar där men svor att han aldrig skulle tillåta Damroschs Cyrano att uppföras i något land där pjäsen hade upphovsrättigheter.
Cyrano hade premiär 27 februari 1913 med Pasquale Amato i titelrollen och Frances Alda (Gatti-Casazzas hustru) som Roxanne i en uppsättning dirigerad av Alfred Hertz. Dekoren var utförd av Antonio Rovescalli medan kostymerna var designade av det berömda modehuset Maison Muelle i Paris. Verket togs emot väl av publik, men inte av kritikerna. Recensenten i Boston Evening Transcript lovordade librettot men fann att musiken "saknade individualitet, fantasi och kommunikativ kraft." Robert Aldrich skrev liknande i The New York Times och prisade librettot som ett litterärt verk och noterade hus väl Hendersons verser passade sångarna men fortsatte:
Musiken i Cyrano är utan tvekan komponerad med skicklighet, känsla och i många delar med spontanitet. Den kan inte kallas för inspirerande eller originell eller i kraftfull.
Liknande åsikter uttrycktes av kritikern i tidskriften The Theatre. Cyrano spelades fyra gånger på Met och framfördes en gång i Atlanta, Georgia, i april 1913 men spelades aldrig mer på Met igen. Damrosch reviderade operan de kommande åren och den reviderade versionen framfördes i ett konsertant framförande i Carnegie Hall den 21 februari 1941. Damrosch själv dirigerade föreställningen. Från början var Ezio Pinza tänkt att sjunga titelrollen men det blev Thomas L. Thomas efter att Pinza drog sig ur projektet mindre än en månad före premiären. Nypremiären hade inte nämnvärt påverkat kritikernas åsikter om verket. Edward O'Gorman i New York Post skrev att verket var ett sådant där:
den genomsnittliga lyssnaren inte for långväga för att höra verket, men väl där skulle han säkert uppskatta det och minnas det om han inte stannade för länge.
Framförandet 1941 i Carnegie Hall var sista gången som operan framfördes med publik.

## Personer

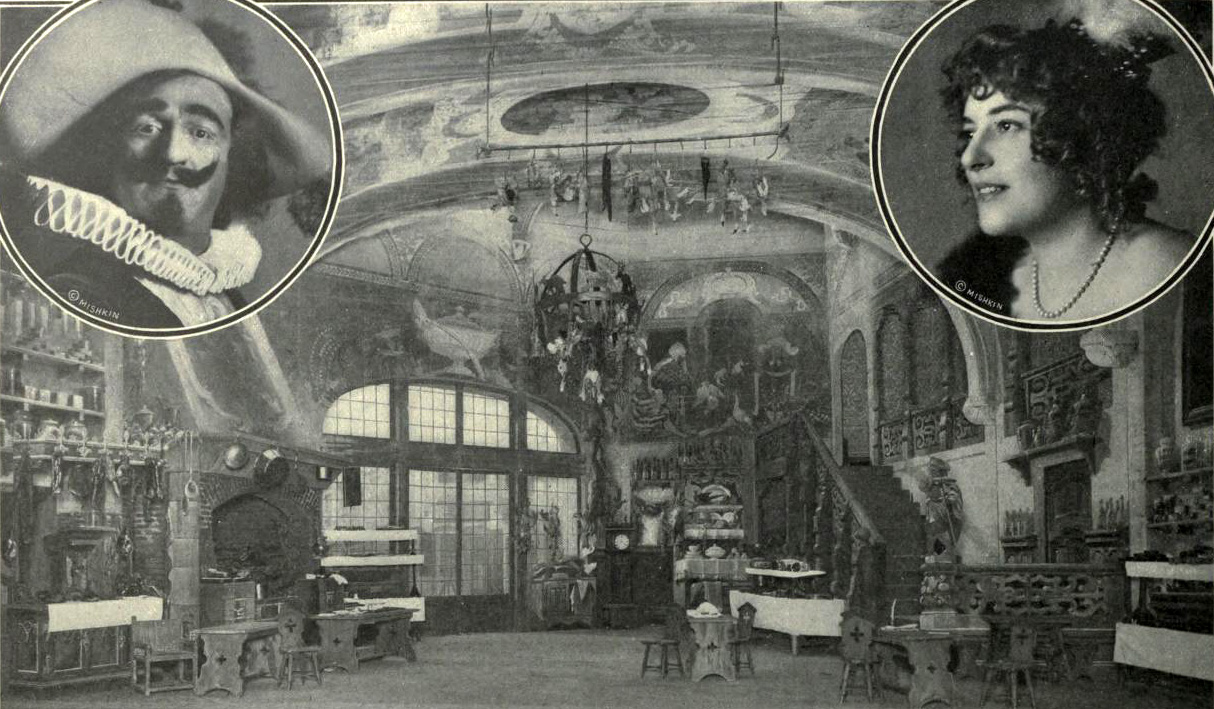
Dekor till akt 2 av Cyrano med insatta porträtt av Pasquale Amato som Cyrano och Frances Alda som Roxanne

| Roller                                                                         | Röstläge  | Premiärbesättning 27 februari 1913 (Dirigent: Alfred Hertz) |
| ------------------------------------------------------------------------------ | --------- | ----------------------------------------------------------- |
| Cyrano de Bergerac, en poet och soldat från Gascogne                           | baryton   | Pasquale Amato                                              |
| Roxane, Cyranos kusin, förälskad i Christian                                   | sopran    | Frances Alda                                                |
| Christian, en Gascognekadett förälskad i Roxanne                               | tenor     | Riccardo Martin                                             |
| Ragueneau, ägare till en bageri i Paris                                        | tenor     | Albert Reiss                                                |
| Lise, Ragueneaus hustru                                                        | sopran    | Vera Curtis                                                 |
| Duenna, Roxanes förkläde                                                       | kontraalt | Marie Mattfeld                                              |
| De Guiche, kommendör för Gascogneregementet                                    | bas       | Putnam Griswold                                             |
| Le Bret, Cyranos nära vän och soldatkamrat                                     | bas       | William Hinshaw                                             |
| Blomsterflicka                                                                 | sopran    | Louise Cox                                                  |
| Abbedissa                                                                      | kontraalt | Florence Mulford                                            |
| Montfleury, en aktör                                                           | tenor     | Lambert Murphy                                              |
| Kadett                                                                         | tenor     | Lambert Murphy                                              |
| Munk                                                                           | bas       | Antonio Pini-Corsi                                          |
| Musketör                                                                       | bas       | Basil Ruysdael                                              |
| Musketör                                                                       | bas       | Marcel Reiner                                               |
| Kavallerist                                                                    | tenor     | Austin Hughes                                               |
| Kavallerist                                                                    | bas       | Paolo Ananian                                               |
| Kavallerist                                                                    | baryton   | Louis Kreidler                                              |
| Kavallerist                                                                    | bas       | Maurice Sapio                                               |
| Kör av preciositeter, pager, nunnor, kavallerister, Gascognekadetter, markiser |           |                                                             |